# SN 2003lj
SN 2003lj – supernowa typu Ia odkryta 15 grudnia 2003 roku w galaktyce A011210+0019. W momencie odkrycia miała maksymalną jasność 22,10m.